# میکائل مدر
میکائل مدر (فرانسوی: Mickaël Madar‎؛ زادهٔ ۸ مهٔ ۱۹۶۸) بازیکن سابق فوتبال اهل فرانسه است.
از باشگاه‌هایی که در آن بازی کرده‌است می‌توان به باشگاه فوتبال موناکو، باشگاه فوتبال دپورتیوو لاکرونیا، باشگاه فوتبال سوشو، باشگاه فوتبال کن، باشگاه فوتبال اورتون، و باشگاه فوتبال پاری سن ژرمن اشاره کرد.
وی همچنین در تیم ملی فوتبال فرانسه بازی کرده‌است.